# AB BDe 4/4
Die BDe 4/4 waren zwei meterspurige Triebwagen mit Zweitklass- und Gepäckabteil der früheren Appenzeller Bahn (AB). 1988 kamen sie durch die Fusion der Appenzeller Bahn mit der SGA zu den Appenzeller Bahnen (AB).

## Geschichte
Das durch das 1966 revidierte Eisenbahngesetz ermöglichte Investitionsprogramm ermöglichte der Appenzeller Bahn die Erneuerung des Rollmaterials für 1,24 Millionen Franken. 1968 konnten damit die neuen Triebwagen BDe 4/4 Nr. 46 und 47, ein EW-1-Zwischenwagen B 26 und ein passender Steuerwagen ABt 61 in Betrieb genommen werden. Eine Fernsteuerung ermöglicht die Bildung von Pendelzügen. Sie passt jedoch nicht mit den 1949 gelieferten Steuerwagen BDZt 60 und DZt 65 zusammen. Gebaut wurden die BDe 4/4 von den Flug- und Fahrzeugwerken Altenrhein (FFA). Der elektrische Teil stammt von der Maschinenfabrik Oerlikon (MFO) und die Drehgestelle von der Schweizerischen Industrie-Gesellschaft (SIG).

## Technik

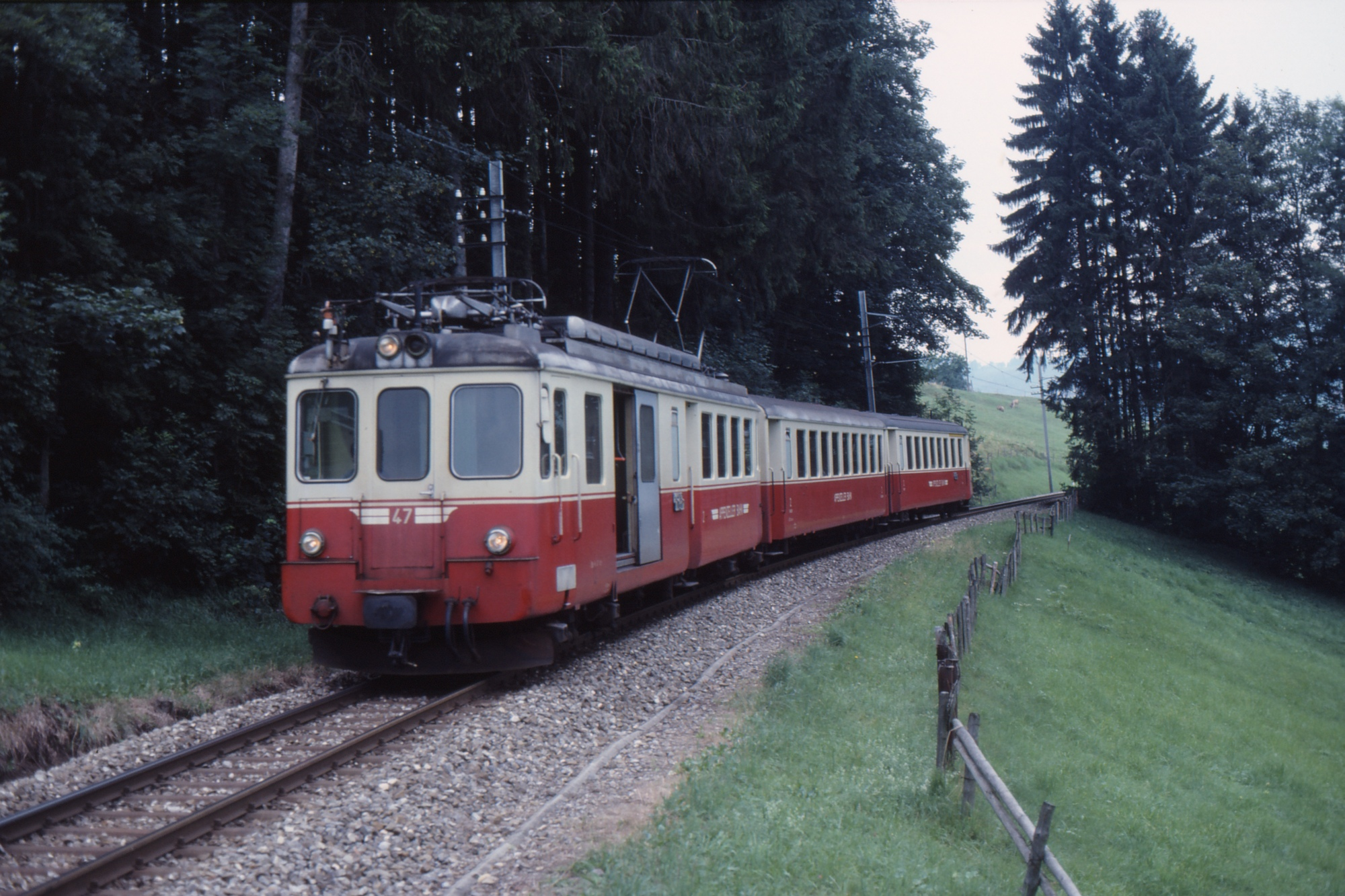
BDe 4/4 47 im Ursprungszustand

Die Stirnwände der BDe 4/4 sind wie bei den RBe 4/4 der SBB und den BDe 4/4 verschiedener normalspuriger Privatbahnen schräg gestellt und leicht gerundet. Letzteren entspricht auch das Konzept mit einem Zweitklass- und einem Gepäckabteil. Das Erstklassabteil ist wegen des im Triebwagen etwas geringeren Fahrkomforts im Steuerwagen untergebracht. Die Fahrzeuge trugen ursprünglich einen rot/crèmen Anstrich.
Wegen des Gleichstromsystems der Appenzeller Bahn unterscheidet sich die elektrische Ausrüstung grundlegend von den Normalspurtriebwagen. Die Hüpfersteuerung ist als Sparschaltung ausgebildet. Mit nur 10 Schützen wurden 29 Fahr- und 13 Bremsstufen verwirklicht. Trotz der hohen Leistung von 559 kW wurden Tatzlager-Antriebe eingebaut.
1997 und 1998 wurden die Fahrzeuge einer Modernisierung unterzogen. Dabei wurden in den Stirnfronten die Führerstandstüren verschweisst und neue Scheinwerfer eingebaut, die Mittelpufferkupplung und die Dachruten durch +GF+-Kupplungen und Heizkabel-Steckverbindungen ersetzt und die Bestuhlung erneuert. Der rote Neuanstrich erfolgte nach dem Vorbild der BDe 4/4 II 41–45.

## Betrieb

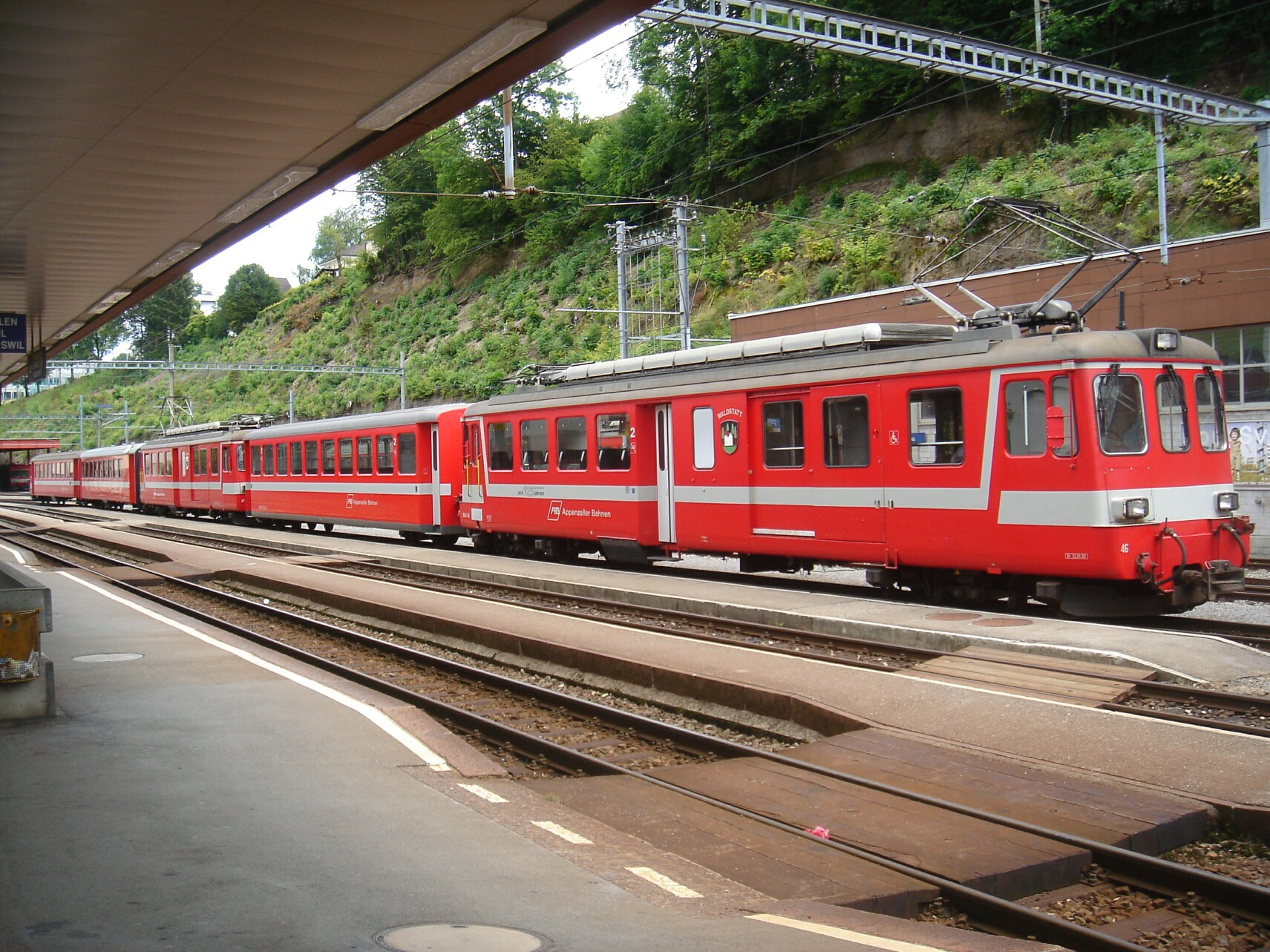
Nach dem Abbruch des ABt 62 stand nur noch ein Steuerwagen zur Verfügung. Verstärkter Pendelzug mit beiden BDe 4/4 und ABt 61

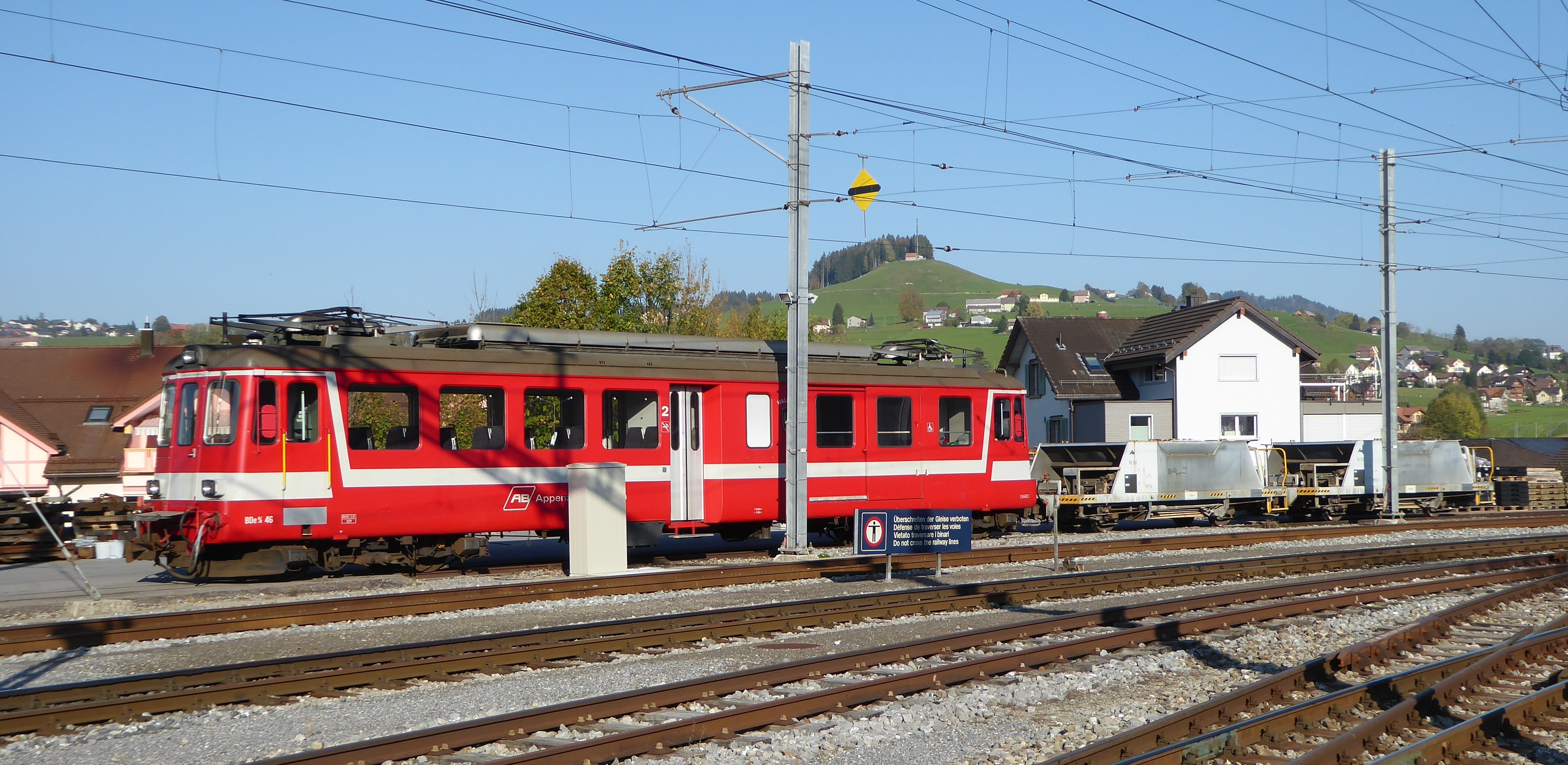
BDe 4/4 46 im Jahr 2018 vor einem Schotterzug in Appenzell

Weil die Appenzeller Bahn bei allen Zügen beide Wagenklassen führte und zu den beiden Triebwagen nur ein Wagen mit einem Erstklassabteil zur Verfügung stand – nämlich der zugehörige Steuerwagen, entstanden zunächst gewisse Einsatzprobleme. 1972 lieferten die FFA einen zweiten Steuerwagen ABt 62.
Nach einem Erdrutsch entgleiste am 17. Juli 2004 ein Zug mit dem Steuerwagen ABt 62 bei Herisau und stürzte den Bahndamm hinunter. Der rot lackierte Steuerwagen wurde daraufhin abgebrochen. Seit 2015 wurden die beiden Triebwagen nur noch im Bahndienst eingesetzt. 2020 wurden die Triebwagen remisiert und Ende 2020 verschrottet.

## Namen und Wappen

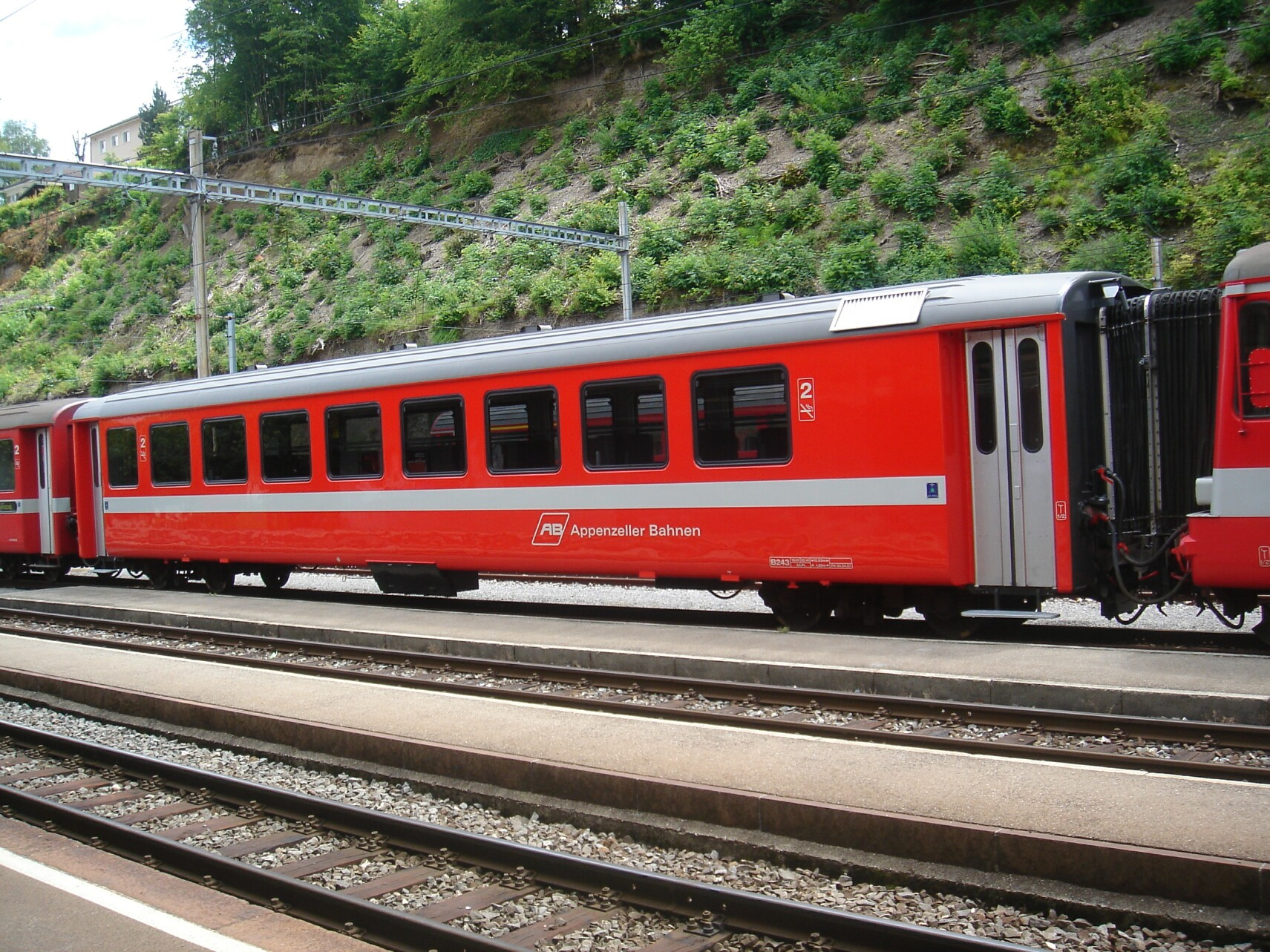
Modernisierter B 243

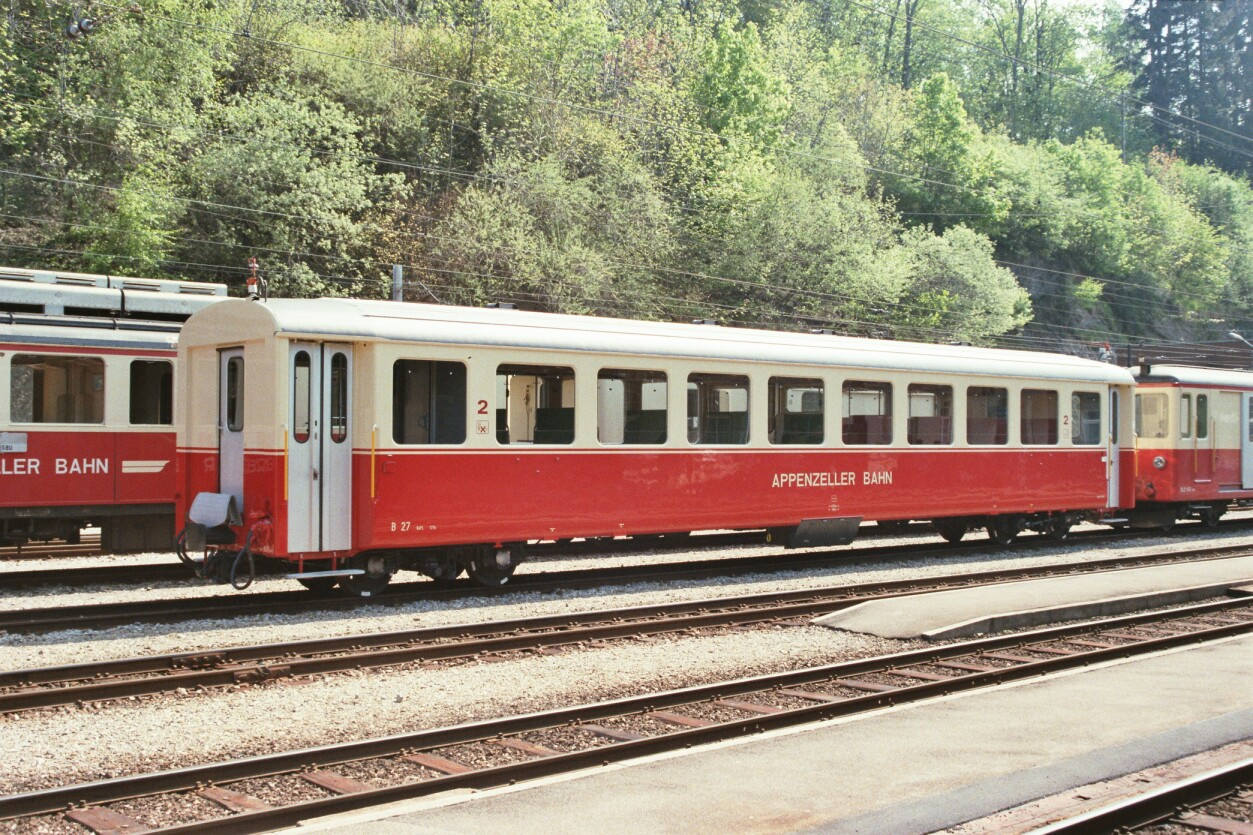
Zwischenwagen B 27 (heute B 243) in der ursprünglichen Lackierung

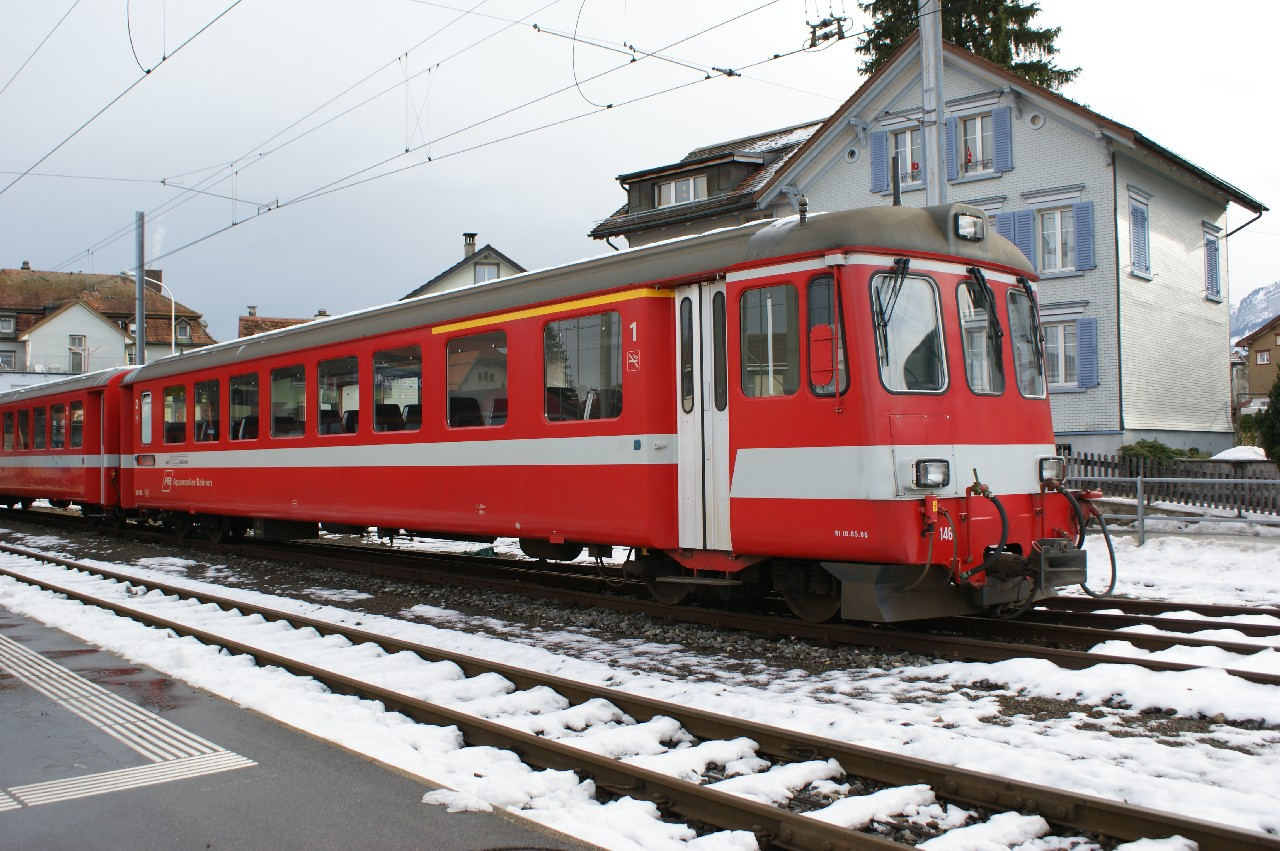
Steuerwagen ABt 146 im roten Anstrich seit der Modernisierung

Die Triebwagen tragen seit 1986 folgende Namen und Wappen:
| Nr. | Name      | Wappen |
| --- | --------- | ------ |
| 46  | Waldstatt |        |
| 47  | Urnäsch   |        |

## Zugehörige Steuer- und Zwischenwagen
Von 1964 bis 1973 beschaffte die Appenzeller Bahn sechs Zweitklasswagen vom Typ EW I, die alle mit Vielfachsteuerleitung ausgestattet sind und sich daher als Zwischenwagen in Pendelzügen mit den BDe 4/4 eigneten.
| Typ und Nummer        | Hersteller  | Bau (Umbau)    | Länge   | Rad- stand | Masse  | Vmax    | Plätze | Plätze | Bemerkung                                           |
| Typ und Nummer        | Hersteller  | Bau (Umbau)    | Länge   | Rad- stand | Masse  | Vmax    | 1. Kl. | 2. Kl. | Bemerkung                                           |
| --------------------- | ----------- | -------------- | ------- | ---------- | ------ | ------- | ------ | ------ | --------------------------------------------------- |
| ABt 146 (ex 61)       | FFA/SIG/MFO | 1968 (1998)    | 19,00 m | 15,30 m    | 18,5 t | 75 km/h | 12     | 39     | Toiletten, 2015 abgebrochen                         |
| ABt 147 (ex 62)       | FFA/SIG/MFO | 1968 (199?)    | 19,00 m | 15,30 m    | 18,5 t | 75 km/h | 12     | 39     | Toiletten, 2004 ausrangiert                         |
| B 241 (ex 231, ex 23) | FFA/SIG     | 1964 (87/2004) | 18,52 m | 14,63 m    | 18,0 t | 75 km/h | –      | 54     | seit 2004 ohne Toiletten, aber mit Übersetzfenstern |
| B 242 (ex 233, ex 25) | FFA/SIG     | 1966 (87/2004) | 18,52 m | 14,63 m    | 18,0 t | 75 km/h | –      | 54     | seit 2004 ohne Toiletten, aber mit Übersetzfenstern |
| B 243 (ex 247, ex 27) | FFA/SIG     | 1973 (96/2007) | 18,52 m | 14,63 m    | 18,0 t | 75 km/h | –      | 54     | Toiletten, seit 2007 mit Übersetzfenstern           |
| B 244 (ex 232, ex 24) | FFA/SIG     | 1964 (1987)    | 18,52 m | 14,63 m    | 17,5 t | 75 km/h | –      | 64     | seit 2004 ohne Toiletten                            |
| B 245 (ex 248, ex 22) | FFA/SIG     | 1964 (1996)    | 18,52 m | 14,63 m    | 17,5 t | 75 km/h | –      | 56     | Toiletten                                           |
| B 246 (ex 26)         | FFA/SIG     | 1966 (97/2008) | 18,52 m | 14,63 m    | 18,0 t | 75 km/h | –      | 55     | Toiletten, seit 2008 mit Übersetzfenstern           |

Seit der Ablieferung der „Walzer“-Züge ABe 4/12 im Jahr 2018 werden die Wagen des Typs EW I nicht mehr benötigt.